# Biston ryukyuense
Biston ryukyuense là một loài bướm đêm trong họ Geometridae.